# Museo Marubi
Il Museo Marubi (in albanese: Muzeu Marubi) è il primo museo di fotografia in Albania nonché uno dei più ricchi della regione dei Balcani, con un archivio di oltre 500 000 negativi. Nel 2016 è stato incluso in un progetto statale di valorizzazione delle opere storiche. Inoltre l'archivio fotografico Marubi, oggi conservato presso il Museo, è riconosciuto patrimonio internazionale dell'UNESCO, costituendo un esempio quasi unico in Europa per qualità e importanza dal punto di vista documentario.

## Storia

### Pietro Marubi

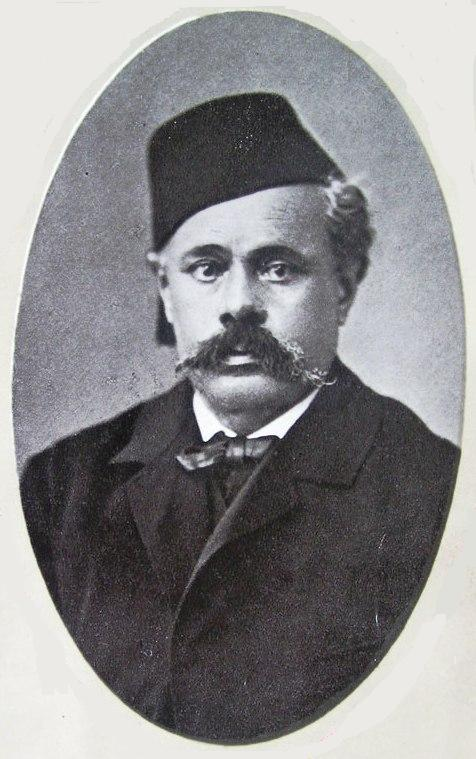
Pietro Marubbi

Pietro Marubi nasce a Piacenza nel 1834. Si trova a vivere in un periodo di cambiamenti: l'Italia è divisa ma l'idea di una Repubblica unita inizia a diffondersi. Affascinato da tali idee Pietro Marubi si avvicina ai mazziniani.

#### L'accusa di omicidio e la fuga dall'Italia
Il 26 marzo 1854 un gruppo di mazziniani assassinò il Duca di Parma, Carlo III di Borbone. Dopo l'omicidio il gruppo lasciò l'Italia: qualcuno emigrò in Argentina e qualcuno nell'Impero ottomano.
Tra i sospettati vi fu anche Pietro Marubi. Dopo l'assassinio del Duca lasciò Piacenza e si diresse a Corfù, successivamente in Grecia ed infine in Albania, nella città di Valona. In nessuno di questi luoghi riuscì ad ottenere l'asilo politico poiché presunto implicato in un omicidio a Piacenza. Nel 1856 arrivò a Scutari, dove trovò rifugio dai suoi persecutori. La città era un importante centro culturale, caratterizzato da un animo vivace ed internazionale: vi abitavano russi, francesi, inglesi, greci, spagnoli ed una grande comunità italiana. Pietro Marubi cambiò il nome in Pjetër Marubi. Sposò Marietta, una donna albanese di 20 anni più grande di lui.
A Scutari fu conosciuto come pittore ed architetto. Come architetto possiamo nominare i suoi progetti della cattedrale cattolica nella città di Scutari e dell'ambasciata Italiana. Come pittore invece, quello degli affreschi nella chiesa ortodossa della città. Dipinse in diverse chiese sparse per tutto il territorio, ma la sua passione rimase la fotografia.

#### Lo studio fotografico
A Scutari, Marubi cominciò a lavorare come fotografo. Nel 1856 aprì il primo studio fotografico (a Scutari) chiamato  "Dritëshkronjë", "scritto con la luce" che tradotto dal greco significa fotografia (fotos - drite e grafos - shkronjë). Si ha motivo di credere che le prime foto risalgano al 1856 (anno della fondazione dello studio) e che siano andate però perdute. Le prime foto a noi pervenute risalgono all'anno 1858. Due delle foto più vecchie sono quelle di un eroe di Grykë Hamzë Kazazi e del poeta arbëreshë Leonardo de Martino. Entrambe, scattate un anno prima della loro morte.
Pjetër Marubi assunse un giardiniere, padre di due figli: Mati e Mikel Kodheli (quest'ultimo maggiormente conosciuto come Kel Marubi). Non avendo Marubi figli, prese come aiutanti i due fratelli Kodheli che adottò artisticamente e mandò a studiare fotografia a Trieste, nello studio di "Sebastianutti e Benque".
Pjetër Marubi lavorò come corrispondente di pubblicazioni internazionali quali L'Illustrazione Italiana. Lasciò un'impronta con valore storico ed artistico, fissando personaggi storici come sono ad esempio quelli di "Lidhjes SHqipetare të Prisërenit" in The Illustrated London News, della rivolta di "Mirditës" (1876-1877) in La Guerra d'Oriente ecc.
Gradualmente Pjetër si integrò nella sua nuova residenza e conobbe il falegname Arsen Idromeno il quale dietro suo consiglio mandò il figlio Kolë Idromeno a studiare pittura a Venezia.
Pjetër Marubi morì nel 1903 e lasciò in eredità a Kel non solo la fotografia ma anche il suo cognome.

### Kel Marubi
Kel Kodheli nasce a Scutari nel 1869; in giovane età cominciò a lavorare come assistente nello studio fotografico di Pjetër Marubi. Nel 1885, fu mandato con suo fratello da Marubi per due anni ad imparare la fotografia a Trieste da  "Sebastianutti & Benque Studio". La sua eredità nel campo della fotografia è di oltre 34 000 negativi di vetro di diverse dimensioni. Nelle foto furono fissati i paesaggi, il giardino regale, foto dell'aristocrazia, la vita albanese, eventi storici, etnici del folclore, architettura, urbanistici, senza lasciare da parte un'intera galleria costumo grafica. In poche parole primi piani, paesaggi naturali, urbani, etnografici, storici, fotografie con soggetti sociali ecc. Ogni strato sociale merita di essere fotografato, questo e ciò che emerge dalle foto che portano la firma di Kel Marubi. Essendo un agguerrito patriota si attivò per il movimento dell'indipendenza albanese: partecipò alla fondazione di diverse associazioni, come Gjuha Shqipe (1907-1984) e alle pubblicazioni del giornale "Zëri i Shkodrës". 
Kel Marubi morì a Scutari nel 1940.

### Gegë Marubi
Gegë Marubi, figlio di Kel Marubi, nasce a Scutari nel 1907. Kel Marubi fu attento all'istruzione del figlio, infatti nel 1923 lo mandò a studiare la fotografia alla scuola dei Fratelli Lumière a Parigi, la prima "Scuola della Fotografia e della Cinematografia" nel mondo. Al suo ritorno nel 1927 iniziò a lavorare come fotografo insieme al padre. La sua fotografia è diversa da quella di suo padre, l'uso della luce, con più contrasto e in qualche modo più cinematografica. Applicò le tecniche più attuali di questa arte, utilizzò i raggi infrarossi, la solarizzazione e la foto in rilievo. Fu un maestro dei primi piani e dei paesaggi.
Alla morte del padre ereditò lo studio e proseguì l'attività. Fu il primo a portare nei Balcani il cinema, e così il primo a proiettare il film in una sala nel centro di Scutari denominata poi il cinema della città. Dedicò diverso tempo alla catalogazione delle fotografie.

### Storia della Fototeca (Museo)
Il Museo Nazionale di Fotografia Marubi è il primo museo di fotografia in Albania nonché uno dei più ricchi della regione dei Balcani, con un archivio di oltre 500 000 negativi in vetro ed in rullini, di diverse dimensioni, tutti risalenti ad un periodo di tempo che va dalla fine del XIX secolo (più precisamente dal 1856, anno in cui Pietro Marubi, fondò il suo studio fotografico, fino al 1970, anno in cui la raccolta fu donata allo stato). Durante gli anni del comunismo, nei quali era proibito svolgere qualsiasi attività privata, l'ultimo rappresentante della famiglia di fotografi, Gegë Marubi, nel 1970 donò l'intero archivio famigliare allo Stato. Alcune fonti suggeriscono la possibilità che l'archivio non sia stato donato bensì sequestrato e che dietro minaccia Gegë Marubi abbia firmato i documenti in cui dichiarava la sua donazione rinunciando al lavoro di oltre 100 anni.

#### La Fondazione
Nel 1970 fu fondata la Fototeca Marubi, una sezione del museo della città amministrato dal Comune di Scutari. Nel 2003, la Fototeca passò sotto l'amministrazione del Ministero della cultura albanese. Il 9 maggio del 2016 il museo Nazionale di Fotografia Marubi è stato inaugurato insieme alla collezione della Fototeca.
Il progetto indetto dal governo si basa sull'archiviazione, catalogazione e digitalizzazione delle fotografie della Fototeca Nazionale Marubi e sulla creazione di un sito web per la promozione e la presentazione, attraverso un viaggio virtuale, destinato a quei visitatori che desiderano saperne di più riguardo all'identità culturale e la storia dell'Albania. Il museo contiene foto dalla fondazione dello studio (1856), fino all'anno 1989.

## Il Museo
Stato: Costruito
Anno del Progetto: 2016
Luogo: Shkodër, Albania
Area: 1138,00 m²
Storico: Zef Paci
Curatore della fotografia: Kim Knoppers
Fotografi: Christian Richters, Blerta Kambo
Architetto: Casanova+Hernandez
Architetti locali: Atelier 4
Costruttori: Dupont, Molto Luce
Ingegnere Strutturale: Diana Lluka
Ingegnere Meccanico: Spiro Drita
Ingegnere Elettrico: Dëshire Mena
Il direttore della Fototeca Nazionale "Marubi " è Luçjan Bedeni.

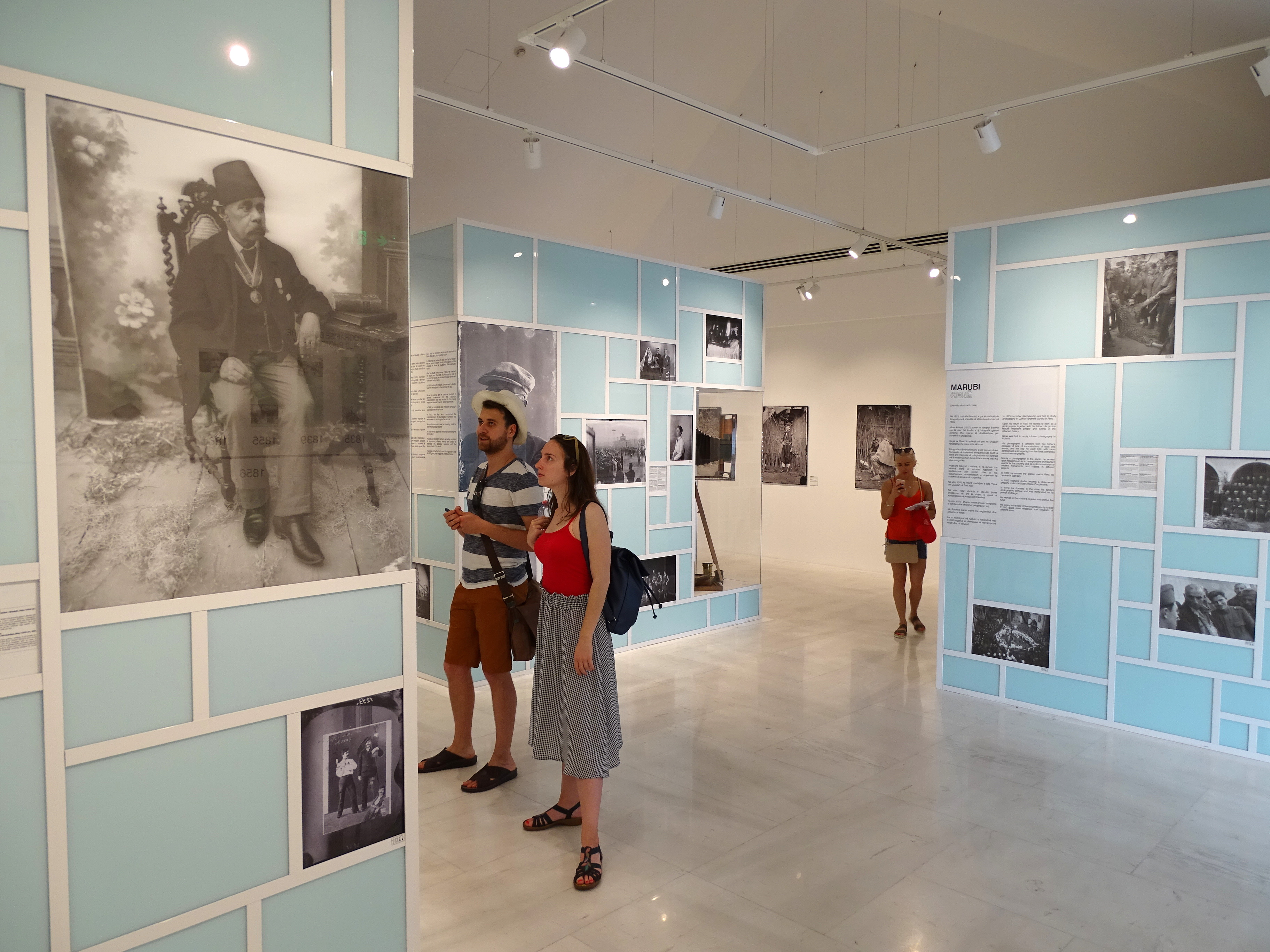
Interno del museo

La fototeca dispone di un archivio di oltre 500 000 fotografie, tutte in negativo, in vetro e in rullini, di diverse dimensioni. Dopo l'anno 1970 l'archivio si arricchisce con altri fotografi come Jakova, Bici, Voci e Kodheli, ecc. Successivamente è stato approvato un progetto per la digitalizzazione della fototeca. Il progetto si basa sull'archiviazione, catalogazione e digitalizzazione delle fotografie della Fototeca Nazionale Marubi, e sulla creazione di un sito web per la promozione e la presentazione, attraverso un viaggio virtuale, destinato a quei visitatori che desiderano saperne di più riguardo all'identità culturale e la storia dell'Albania.
Sono già state pubblicate online tutte le foto della prima fase del progetto, circa 100 000. Oltre alle foto della "Fototeka Marubi" si conservano anche oggetti museali come macchine fotografiche, lampade, flash di diversi tipi, tende dello studio, ed alti oggetti di studio dove si è svolta l'attività; inoltre sono conservati documenti importanti dell'attività della Fototeca.
La maggior parte delle foto presenti nel museo appartengono però alla dinastia dei Marubi. Inoltre sono quelle tra le più antiche. Pare infatti che la foto del guerriero Hamza Kazazi, datata 1858, sia la prima foto albanese ma le testimonianze dei discendenti Marubi chiariscono che le prime tracce della fotografia albanese risalgono al 1856. Secondo i loro documenti, la prima foto è di quell'anno, ma l'immagine o si è cancellata durante il lavoro dal fotografo, o non esiste perché i metodi di quel tempo imponevano l'uso di un vetro per parecchi negativi. Ufficialmente la data dell'inizio dell'arte fotografica albanese è l'anno 1858, con la foto di Hamza Kazazi.
Nelle celluloidi di Marubi si fissarono la tradizione, i paesaggi, le foto dell'aristocrazia, la corte reale, gli abiti popolari e tutta la vita albanese di quell'epoca. Ad esempio è di particolare peso storico sociale la rappresentazione di una donna che si toglie il velo per venire fotografata. Nella Scutari di quel tempo secondo gli ordini dell'impero ottomano la donna albanese non poteva mostrarsi in foto, ma Pietro Marubi osò infrangere il tabù del tempo e riuscì a fotografare anche la donna musulmana.
Lo studio era una grande stanza di 32 m², metà di muro metà di vetro. Il lato destro e il soffitto erano in vetro, con lo scopo che la luce penetrasse naturalmente. Marubi utilizzava macchine di produzione francese e tedesca, di ultima generazione. Le prime foto furono di formato 21x27, 26x31, 30x40. Con il cambiamento delle tecnologie, nello studio si riuscirono a riprodurre foto di quasi tutte le dimensioni. Nella collezione vi sono manoscritti, materiale cartografico, e oggetti di utilizzo dell'epoca, provenienti dalla Biblioteca Kombetare Marciana, dal museo Correr a Venezia e da collezioni private. Diverse sono state le esposizioni organizzate in Francia ed in Italia. L'archivio fotografico Marubi, oggi conservato presso il Museo, è riconosciuto patrimonio internazionale dell'UNESCO, costituendo un esempio quasi unico in Europa per qualità e importanza dal punto di vista documentario.

## L'edificio

### L'architettura
Gli architetti selezionati per erigere l'edificio sono stati Casanova+Hernandez, che hanno puntato, a promuovere un ricco dialogo fra tradizione e modernità, tra il passato ed il presente, ristrutturando lo storico edificio disegnato dal famoso pittore, scultore, fotografo ed architetto albanese, Kolë Idromeno, pur conservando le sue qualità spaziali e strutturali senza alcuna trasformazione di volume o nuove partizioni interne. L'immagine moderna del museo si basa su un modello astratto, ispirato alla geometria dell'apertura della macchina fotografica (del diaframma del dispositivo) che si apre e chiude per controllare il passaggio della luce. Il modello astratto, che viene sempre mescolato con le foto e gli oggetti della collezione, diventa il simbolo del museo. Concettualmente, l'edificio di Idromeno diventa un importante "oggetto" della mostra da contemplare e visitare.
Un'immagine moderna associata al nuovo programma museografico si ottiene installando cinque "scatole funzionali", prefabbricate e staccate dall'edificio originario. Le scatole vanno a formare cinque ambienti differenti, lavorando come mobili o elementi scultorei. La tradizione e la modernità stabiliscono un dialogo in ogni angolo dell'edificio. All'esterno del museo, un elemento vetrina funziona come punto di riferimento che indica l'ingresso del museo. All'interno dell'edificio, le finestre originali e le qualità spaziali mantengono il dialogo edilizio con le vetrine espositive. Nel cortile il vecchio edificio coesiste con una nuova facciata moderna e scultorea. Da un lato, il programma museale si espande nello spazio pubblico e una delle "scatole funzionali" diventa una vetrina installata davanti al museo, che serve come punto di riferimento che invita i cittadini a visitarla. D'altra parte, lo spazio pubblico entra nel museo e il progetto elimina il confine tra strada e istituzione con un piano terra trasparente e accessibile che ospita uno spazio multifunzionale gratuito per conferenze, laboratori e mostre temporanee.
Di conseguenza, il progetto intende creare un museo aperto e vivo in grado di diventare un punto di riferimento culturale legato alla vita di Scutari. Il lato esterno delle caselle funzionali situate al primo piano del museo presenta una mostra cronologica, che è intrecciata con la mostra tematica esposta in esse. L'esposizione cronologica mostra la vita e i successi della dinastia Marubi con testi, immagini storiche, video e oggetti organizzati attorno alla biografia dei tre membri della dinastia. La mostra tematica completa la mostra cronologica stimolando un'esperienza multisensoriale che vede il visitatore interagire con lo spazio e con i dispositivi delle tre sale tematiche. Queste sale mostrano tre fasi del tradizionale processo fotografico presentato all'interno della ricostruzione ideale degli spazi storici in cui si è svolto questo processo: il fotogramma di Pietër Marubi "Driteshkronja", la stanza oscura di Kel Marubi e l'archivio di Gegë Marubi.
Il modello astratto, che viene sempre mescolato con le foto e gli oggetti della collezione, diventa il simbolo del museo. Può essere riconosciuto a diverse scale e in diverse parti dell'edificio come nel logo del museo.

## Informazioni
L'ingresso al museo è a pagamento, senza restrizioni di accesso.
L'entrata del museo è tutti i giorni dalle:
| Apertura |   | Chiusura |  |
| -------- | - | -------- |  |
| 9:00     | - | 14:00    |  |
| 16:00    | - | 19:00    |  |
|          |   |          |  |

Il museo è facilmente raggiungibile a piedi visto che è situato nel centro città.
Numero di Tel. 00 355 22 400 501
(Esposte sono solamente una sessantina di foto di ritratti e qualche foto storica oltre ad alcune attrezzature fotografiche dell'epoca)